# Yokohama Arena
Yokohama Arena è un palazzetto dello sport situato a Yokohama, in Giappone.